# Hülya Vurnal İkizgül
 (juillet 2025).
Si vous disposez d'ouvrages ou d'articles de référence ou si vous connaissez des sites web de qualité traitant du thème abordé ici, merci de compléter l'article en donnant les références utiles à sa vérifiabilité et en les liant à la section « Notes et références ».
Hülya Vurnal İkizgül, née à Istanbul en 1966[réf. nécessaire], est une céramiste, mosaïste et sculptrice turque.

## Biographie
Hülya Vurnal İkizgül est diplômée de faculté de beaux-arts de l'université de Marmara, à Istanbul, en 1990. Elle a fait sa maîtrise à la même faculté. Elle a travaillé à l'atelier de peinture murale sous la direction de Mustafa Pilevneli. Elle a obtenu sa maîtrise avec sa thèse L'art de la mosaïque et les mosaïques de Bedri Rahmi - Eren Eyüboğlu.
D'après les critiques, « entre ses doigts, le moindre caillou devient magique, et lorsqu'elle assemble des centaines de tailles et de couleurs diverses, elle donne naissance à de magnifiques mosaïques polychromes ».
Avec ses panneaux représentés accompagnés de poésies et de musiques composées par l'auteur lui-même, elle est une artiste qui s'exprime également dans le domaine musical et poétique, et qui réussit alors une œuvre totale faite d'échos et de correspondances, afin de mieux atteindre un idéal condensé dans cette formule : « vivre comme à l'intérieur d'un rêve ».
Du 13 au 29 octobre en 1992, elle a ouvert une exposition de peintures et sculptures mosaïques, à un milieu historique, au musée Hagia Sophia (Sainte-Sophie), à Istanbul.
Du 1er au 31 octobre 1994, comme artiste invitée représentant de l'art moderne de la mosaïque, elle exposa ses peintures et sculptures mosaïques au Musée archéologique d'Istres à Marseille. Parmi une dizaine d'expositions prestigieuses, il faut citer aussi celle de peintures et sculptures mosaïques encore dans un décor historique, à Darphane-i Amire, à Istanbul, du 16 octobre au 3 novembre 2002.
Entre autres, elle a trois œuvres au Musée d'archéologie d'Istres.

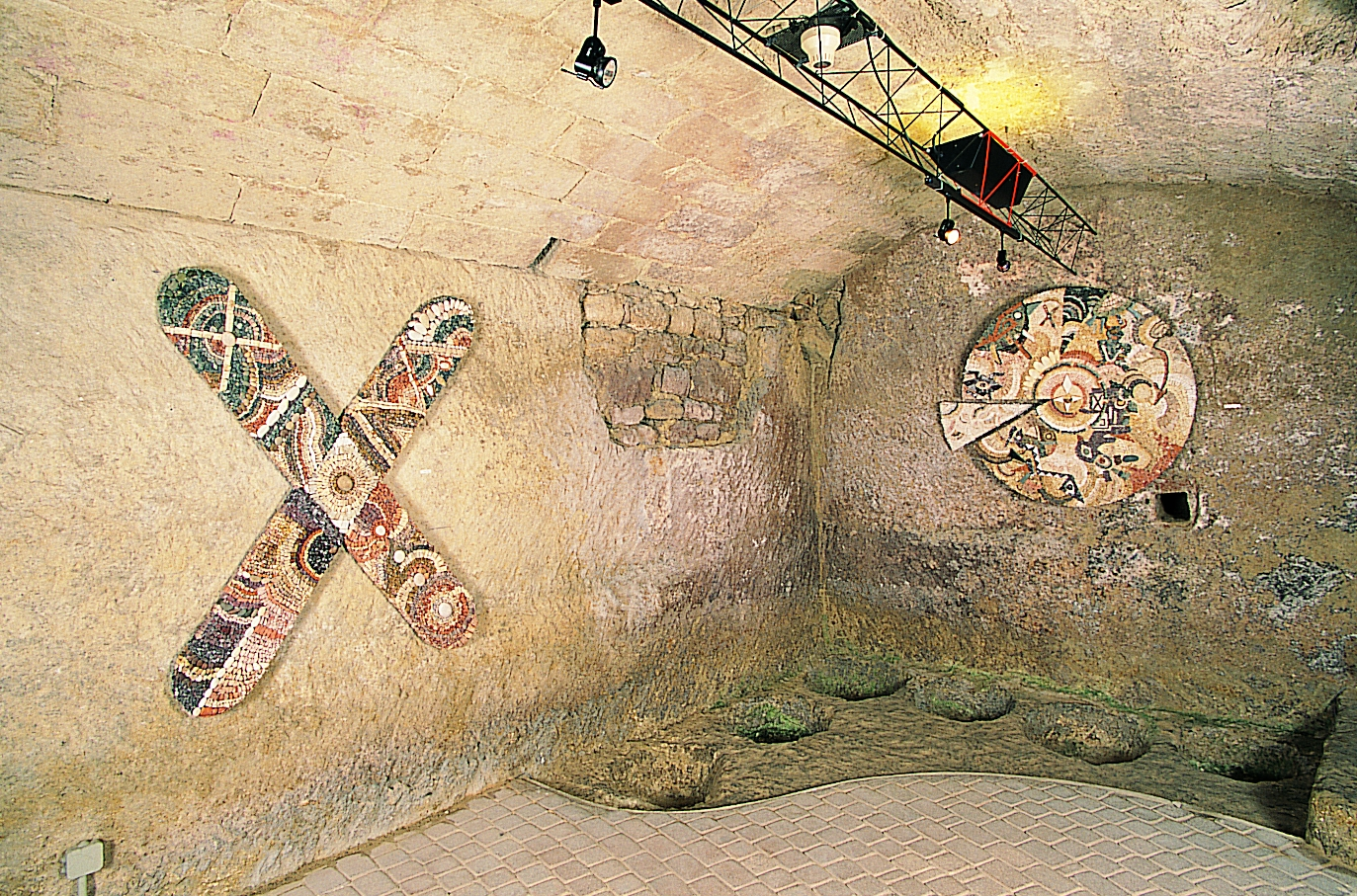
Œuvres d'Hülya İkizgül au Musée archéologique d'Istres.
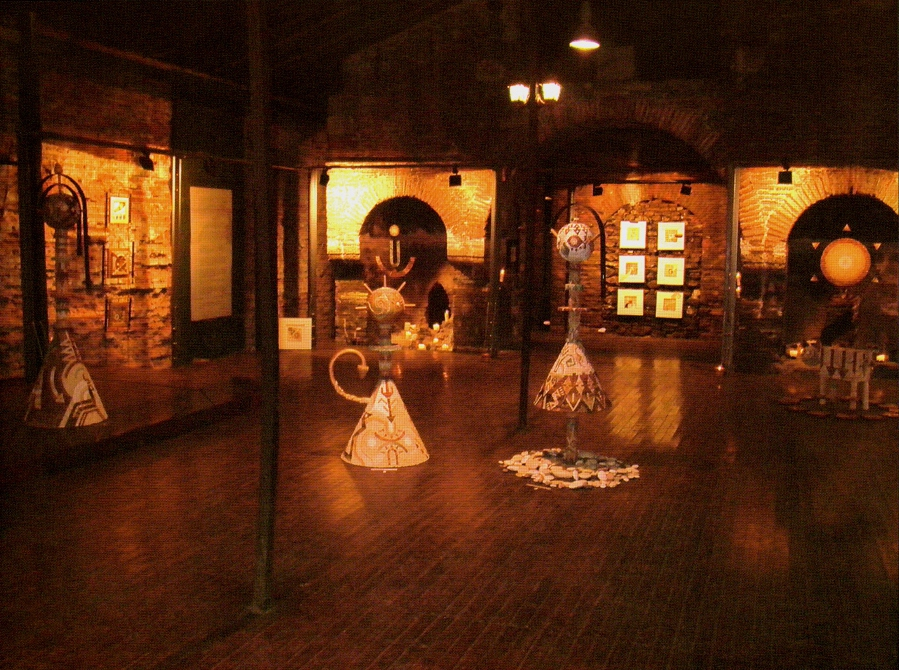
Exposition de statues mosaïques à Darphane-i Amire, à Istanbul.
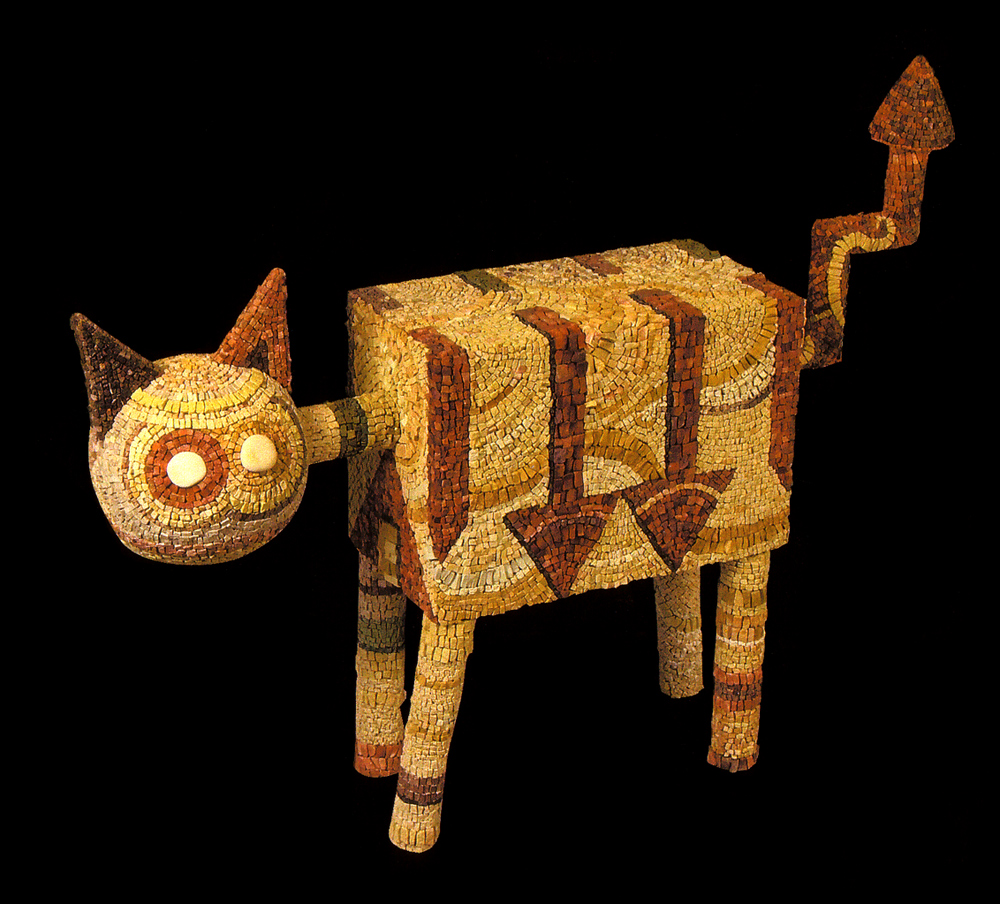
Le Chat.